# Wyoming (Illinois)
Pour les articles homonymes, voir Wyoming (homonymie).
La ville américaine de Wyoming est située dans le comté de Stark, dans l’État de l’Illinois. Sa population s’élevait à 1 429 habitants lors du recensement de 2010, estimée à 1 373 habitants en 2016.

## Histoire
Wyoming a été fondée le 3 mai 1836 par le général Samuel Thomas, un vétéran de la guerre de 1812.